# گروه امارات
گروه امارات (به عربی: مجموعة الإمارات) یک شرکت مادر در زمینه هوانوردی بین‌المللی است که مرکز آن در القرهود، دبی، امارات متحده عربی و در نزدیکی فرودگاه بین‌المللی دوبی قرار دارد. گروه امارات شامل دناتا که یک شرکت خدمات هوایی که خدمات ترابری زمینی را در ۷۸ فرودگاه ارائه می‌دهد، هواپیمایی امارات بزرگترین شرکت هواپیمایی در خاورمیانه می‌شود. هواپیمایی امارات به بیش از ۱۵۰ مقصد در شش قاره پرواز دارد و دارای ۲۵۰ هواپیمای پهن‌پیکر می‌باشد. گروه امارات به طور تقریبی ۲۷٫۹ میلیارد دلار درآمد دارد و بیش از ۱۰۳٬۰۰۰ کارمند را در تمام واحدهای تجاری و شرکت‌های وابسته خود به کار می‌گیرد و یکی از بزرگترین کارفرمایان در خاورمیانه است.

## دفتر مرکزی
دفتر مرکزی گروه امارات در القرهود، دبی قرار دارد. ساختمان دفتر مرکزی در مسیر فرودگاه است و با یک تونل به فرودگاه بین‌المللی دوبی متصل می‌شود. هزینه ساخت این دفتر ۷۰۰ میلیون درهم (۱۹۱ میلیون دلار) بوده که از سال ۲۰۰۴ ساخت آن شروع شده و در سال ۲۰۰۷ به پایان رسیده است.. بیش از ۶٬۰۰۰ نفر در این ساختمان کار می‌کنند. پیش از این دفتر مرکزی شرکت در مرکز میدان هوایی دبی قرار داشت.